# Verlackung
Die Verlackung ist eine Methode der Farbmittelherstellung, mit der aus wasserlöslichen Farbstoffen durch Zugabe von Fällungsmitteln bzw. Beizmitteln (engl. mordant) unlösliche Pigmente erzeugt werden. Diese Pigmente sind chemisch gesehen Salze, werden aber industriell als verlackte Pigmente, Lackpigment oder auch als Farblack bezeichnet, nicht zu verwechseln mit dem Beschichtungswerkstoff Lack.

## Arbeitsweise
Chemisch ist die Verlackung eine Salzbildung durch Fällung mit dem Ziel, in Wasser unlösliche Reaktionsprodukte zu erhalten, also unlösliche Salze.
Viele einfache und wirtschaftliche Farbstoffe sind wasserlöslich, insbesondere anionische und kationische Farbstoffe. Diese Eigenschaft kann bei bestimmten Anwendungen stören, beispielsweise im Offsetdruck. Um Farbechtheit zu erreichen, sind Pigmente erforderlich. Um aus den wasserlöslichen Farbstoffen preiswerte Pigmente zu erhalten, werden die für die Wasserlöslichkeit verantwortlichen funktionellen Gruppen durch Umsetzen mit geeigneten Gegenionen verändert.
Säurefarbstoffe (anionische Farbstoffe)
Anionische Farbstoffe enthalten Sulfonate oder Carboxylate. Für Sulfongruppen sind Barium- und auch Calciumionen als Verlackungsmittel geeignet. Carboxylate werden meist mit Bleiionen verlackt, was heute unter dem Aspekt des Umweltschutzes an Bedeutung verliert. Aluminium-, Eisen- und andere Schwermetallionen kommen ebenfalls zum Einsatz.
Basische (kationische) Farbstoffe
Kationische Farbstoffe enthalten Amine als Reaktionsgruppe. Sie sind brillant und farbstark und sind gut für die Malerei geeignet. Eine Verlackung der basischen Gruppen mit Heteropolysäuren führt zu Pigmenten mit ausreichender Farbechtheit.
Grundsubstanzen
Für die Verlackung interessant sind
- Anthrachinonfarbstoffe,
- Thiazinfarbstoffe und
- Triphenylmethan, aber vor allem
- Azofarbstoffe, die mit ihrem Chromphor sehr variabel sind.

Zur Qualitätskontrolle wird so lange Schwermetallsalz zur Farbstofflösung zugesetzt, bis sich auf einem Filterpapier kein Auslauf („Farbhalo“) mehr um die Probe bildet.

## Druckpigmente
Druckpigmente müssen
- geeignete Farbreize aufweisen (z. B. für den Vierfarbdruck),
- hohe Deckkraft auch bei geringer Schichtdicke besitzen,
- ausreichend farbecht sein,
- im Bindemittel dispergierbar sein (was von Teilchenformen und -größen abhängt).

### Lackrot C

Lackrot C-Bariumsalz

Die bariumverlackte Version des Azopigments C.I. Pigment Red 53 ist eines der am meisten verwendeten Rotpigmente im Druckbereich. Die Herstellung erfolgt durch die Kupplung von diazotierter 4-Chlortoluidinsäure mit 2-Naphthol. Die Löslichkeit des Natriumsalzes (Bronzeorange, Lithosolrot C) ist zwar auch gering, aber für die Verwendung als Pigment für Offsetdruckfarben noch zu hoch. Durch die Verlackung als Calcium-, besser als Bariumsalz lassen sich ausreichend unlösliche Pigmente herstellen. Sie haben sowohl die gewünschten farblichen Eigenschaften des Azofarbstoffes als auch die technisch erforderlichen Eigenschaften.
Der seit ca. 1900 produzierte Calciumlack Pigment Red 53:2 wird bis heute als Farbpigment eingesetzt, daher der Name „Lackrot C“. Das Bariumsalz Pigment Red 53:1 hat bessere technische Eigenschaften und ist von größerer wirtschaftlicher Bedeutung.
Die Verwendung von Lackrot C, Bariumsalz in kosmetischen Artikeln ist durch die EG-Verordnung Nr. 1223/2009, Anhang 2 verboten.

### Scheckfarbstoff AS

Scheckfarbstoff AS

Der Farbstoff ist wegen seiner Eigenschaft mit einem deutlichen Farbumschlag als Base-Säure-Indikator für den Wertpapierdruck geeignet. Aufgrund der Wasserlöslichkeit des Grundfarbstoffes bestehen wesentliche Einschränkungen für die einsetzbaren Druckverfahren. Der Grundkörper ist eine Carbonsäure, die mit Bleiionen verlackt werden kann. Die Indikatoreigenschaft bleibt erhalten, und der Bleigehalt ist für den Einsatzzweck vertretbar.

### Rhodamin-Lack

Rhodamin B

Der kationische (basische) Farbstoff Rhodamin B entspricht in guter Näherung dem beim Skalendruck benötigten Magentafarbton. Als Farbstoff ist er im Flexodruck unmittelbar einsetzbar. Allgemein ist er jedoch unbehandelt nicht als Druckpigment geeignet. Besonders im Offsetdruck würde der Farbstoff ins Wasser gelangen, und sich gleichmäßig über die Druckfläche verteilen. Für den praktischen Einsatz sind komplexe Metallsäuren geeignet, meist werden die Rhodamine mit Phosphor-Wolfram-Molybdän-Säure (PTM) verlackt. PTM-Lacke auf Rhodaminbasis sind als Magenta im Vierfarbdruck geeignet und nach DIN 16508/9 im Hoch- und Offsetdruck zugelassen. Allerdings ist die Lackierechtheit und die Alkaliechtheit oft zu gering.

## Beizenfarbstoffe
Diese Farbstoffgruppe erhält ihre gute Farbechtheit meist durch eine Komplexbildung mit Metallionen. Die Technik wird oft in der Textilfärbung genutzt. Dazu werden zunächst die löslichen Farbstoffe auf die Faser aufgebracht, und dann wird mit Metallsalzen „gebeizt“. Vorwiegend mit Chrom wird eine Fixierung auf der Faser durch Komplex- oder Salzbildung erreicht, was die Waschechtheit stark verbessert. Nachteilig und ökologisch kritisch ist jedoch die Schwermetallbelastung der Fasern und der Färbereiabwässer.

## Farblacke biologischer Herkunft

### Aus Pflanzen gewonnen

#### Hämatein-Lack
Extraktiv kann aus Blauholz Hämatoxylin in Form farbloser Kristalle gewonnen werden, die an der Luft zu braunem Hämatein oxidieren. Hämatein bildet mit Zn2+, Fe3+, Cr3+, Al3+ braune bis violette Chelat-Komplexe. Diese Farblacke sind wenig lichtbeständig, werden aber als Anfärbemittel in der Histologie eingesetzt.

#### Krapp-Lack
Extraktiv kann aus der Pflanze „Echte Färberröte“ ein Alizarin-Glycosid in Form gelblicher Kristalle gewonnen werden. Beim Trocknen entsteht Alizarin. Alizarin bildet mit Ca2+; Fe3+; Cr3+; Al3+; Ti3+ rote bis rotviolette Chelat-Komplexe (beispielsweise der Alizarin Krapplack (Al)). Diese Farblacke werden zum Nachweis der entsprechenden Kationen in der analytischen und klinischen Chemie eingesetzt. Früher wurden Wolle und Seide mit Alizarin rot gefärbt, heute haben synthetische Farbstoffe das natürlich gewonnene Alizarin vom Markt verdrängt.

#### Flavonoide Lacke
Aus unterschiedlichen Pflanzen können durch Extraktion Grundstoffe für die Verlackung gewonnen werden.
| Pflanze                          | lat. Name         | Farbstoff          |
| -------------------------------- | ----------------- | ------------------ |
| Färberreseda                     | Reseda luteola    | Luteolin           |
| Gelbholz oder Färbermaulbeerbaum | Morus tinctoria   | Morin              |
| Färbereiche                      | Quercus tinctoria | Quercetin          |
| Kreuzbeere                       | Rhamnus           | Rhamnetin, Flavone |

Flavone bilden mit verschiedenen Metallionen Farblacke in allen Farben. Wegen ihrer geringen Lichtechtheit haben sie keine Bedeutung in der technischen Nutzung. Sie kommen aber in Blütenblättern vor, so dass die Blütenfarben standortabhängig, je nach geologisch vorhandenen Metall-Spuren, durch Bildung des Farblackes variiert.

### Aus Tieren gewonnen

#### Carmin-Lack
Carmin-Lack ist ein dunkelrotes Pulver. Extraktiv kann aus Cochenille, einer Läuseart, Carminsäure gewonnen werden. Die getrockneten Körper von weiblichen Coccus cacti (L.) enthalten ungefähr 10 % Carminsäure. Diese Farbsäure wird in saurer Lösung extrahiert und bevorzugt mit Aluminium-Calcium-, Aluminium- oder Aluminium-Zinn-Salzen verlackt, um einen Farblack mit einem brillanten Farbton zu erhalten. Im Colour-Index trägt es die Bezeichnung C.I. 75470 oder Natural Red 4. Andere Bezeichnungen sind Cochenille-Lack und Mönchslack. Die Licht- und Wetterechtheit ist nur gering, die Wasserechtheit ist abhängig vom Verlackungsmittel. In organischen Lösungsmitteln ist der Farblack unlöslich. Er ist hitzebeständiger als andere Lebensmittelfarbstoffe und kaum anfällig gegen Oxidation oder Reduktion.
Carminsäure bildet mit Ca2+ und Al3+ wenig lichtechte, dunkelrote, mit Sn2+ scharlachrote Chelat-Komplexe. Die Bildung des Farblackes wird in der analytischen Chemie als Nachweise für Al3+ verwendet. Carminsäurelacke wurden in Lippenstiften verwendet.
| Verlackungsmetall | Farbton        |
| ----------------- | -------------- |
| Aluminium         | karmesinrot    |
| Aluminium/ Zinn   | scharlach      |
| Barium            | stumpf violett |
| Chrom             | purpur         |
| Kupfer            | bordeauxrot    |
| Eisen             | purpur         |
| Blei              | rotbraun       |
| Magnesium         | pink           |
| Quecksilber       | scharlachrot   |
| Zinn              | scharlachrot   |
| Uran              | grün           |
| Zink              | purpurrot      |

Historisch war Carminlack ein wichtiges, weil farbreines, natürliches Farbmittel. Bis über die Mitte des 19. Jahrhunderts wurde es verbreitet für die Textilfärbung und als Pigment eingesetzt. Die „red coats“ in der britischen Armee wurden so gefärbt, bis dafür 1878 Azoscharlach eingeführt wurde. Heute hat Carminlack seine Bedeutung als gutes Farbmittel für Lebensmittel, Arzneien und in der Kosmetik. Vorwiegend wird er für Wasseranfärbungen, Backwaren, Kosmetika und auch für Druckfarben genutzt. Er erfüllt die Bedingung, ein natürlicher Farbstoff – also kein Teerfarbstoff – zu sein und wird dauerhaft in den entsprechenden Listen ohne bekannte Zwischenfälle geführt. Seine Echtheiten sind besser als die anderer Lebensmittelfarbstoffe, und es ist das einzige natürliche Pigment, das für Augen-Make-Up geeignet ist.

#### Indischgelb
Indischgelb ist ein historischer Magnesium-Calcium-Farblack der Euxanthinsäure. Euxanthinsäure ist ein pathologisches Stoffwechselprodukt von Rindern, die mit Mangobaumblättern gefüttert werden und unter Flüssigkeitsmangel leiden. Diese bilden einen intensiv gelbgefärbten Harn, aus dem sich die Euxanthinsäure beim Konzentrieren abscheidet. Indischgelb ist ein Xanthen-Farbstoff. Früher wurde er als Malerfarbe verwendet.